# Az értelmiség útja az osztályhatalomhoz
Az értelmiség útja az osztályhatalomhoz című könyv Szelényi Iván és Konrád György szociológusok munkája, melyet 1973 decembere és 1974 szeptembere között írtak. A mű központi állítása, hogy a létező szocializmusban a proletariátus helyett az értelmiség ragadta magához a hatalmat. Egyedülállósága abban rejlik, hogy így nem csak a proletárdiktatúrát hirdető, hivatalos állami ideológiának mond ellent, hanem azoknak az elemzéseknek is, amelyek a létező szocializmus lényegét a pártvezetés és a politikai elit hatalmában látták. A szerzők a könyv megírásakor folyamatos rendőri megfigyelés alatt álltak. Szelényi szavaival „[v]égül is egy képtelen könyv: a legelemibb polgári és alkotói jogaikban is korlátozott értelmiségiek vallomása arról, hogy az értelmiség uralkodó osztállyá válik az államszocializmusban.”

## A mű keletkezésének körülményei
Szelényi Iván és Konrád György a könyvet a csobánkai plébániától kibérelt harangozóházban írták, mert gyanújuk szerint a rendőrség lehallgatta lakásaikat. Biztosak voltak benne, hogy a mű a hazai szociológiai pályafutásuk végét is fogja jelenteni. Azt sejtették, hogy a rendőrség a letartóztatással meg szeretné várni a kézirat befejezését, Konrádék terve viszont az volt, hogy a végleges kéziratot minél előbb külföldre csempésszék.
A kéziratból három példányt gépeltek le, majd az egyiket barátjuknak, Szentjóby Tamás képzőművésznek adták, hogy mikrofilm-másolatot készítsen a kéziratról, mivel az könnyebben elrejthető. Még a másolat elkészítése előtt a rendőrség átkutatta Szentjóby lakását, ahol megtalálták a kéziratot, majd mindhármukat őrizetbe vették „izgatás” vádjával. A kézirat a vádemelésre nem volt elég, így végül „ügyészi figyelmeztetéssel” engedték őket el. A rendőrség végül felajánlotta nekik a kivándorlás lehetőségét, mellyel Szelényi és Szentjóby élt. Kivándorló útlevelet kaptak, de azzal az országba nem volt lehetőségük többet visszatérni.
A könyv végül 1978-ban jelent meg először, számos nyelvre lefordították.

## Módszertan
Konrád és Szelényi elemzésének egyik premisszája, hogy a létező szocializmust államszocializmusként értelmezik és elemzik. A szocialista rendszer természetéről szóló vitákban a kutatók véleménye megoszlik aszerint, hogy a rendszer jellegadó tulajdonságai alapján azt államszocializmusnak, államkapitalizmusnak vagy a szocializmus és a kapitalizmus egy sajátos hibridjének tekintik. A mű abból indul ki, hogy mivel marxi értelemben a létező szocializmusban a termelőeszközök formálisan állami tulajdonban álltak, nem beszélhetünk kapitalizmusról. Ennek ellenére a szocializmusban látszólag nem szűntek meg az osztályok és nem szűnt meg a kizsákmányolás sem. Az államszocializmus fogalma arra világít rá, hogy nem történt meg a magántulajdon társadalmasítása, hanem ehelyett azt állami tulajdonná konvertálták. A mű arra a következtetésre jut, hogy az értelmiség vált uralkodó osztállyá, mivel az értelmiségiek azok, akik az állami tulajdon felett rendelkeznek.
Szelényiék elemzése abban különbözik a szocializmus társadalmi szerkezetére vonatkozó más munkáktól, hogy míg azok többsége a rétegződéselméletekre épít, addig ők a szocializmus társadalmi-gazdasági rendszerének osztályszempontú elemzését adják. Véleményük szerint annak ellenére, hogy a létező szocializmus legitimáló ideológiája a marxizmus, a rendszer kritikája nem jelenti a marxista osztályelemzés módszertanának elvetését. A mű célja így nem más, mint a legitimáló ideológia kritikája, a „marxizmus marxista kritikája”.
Hasonló elemzések megtalálhatók a marxista hagyományban is, különösen Milovan Gyilasz és Lev Davidovics Trockij műveiben. A Jugoszláv Kommunista Párt egykori vezetőségi tagja, Gyilasz a Tito rendszerétől való elszakadása után Az új osztály című könyvében azzal kritizálta a jugoszláv kommunista vezetőt, hogy a kommunizmus az ígéret ellenére nem hozta el az osztályok nélküli társadalmat, csupán a kommunista vezetőket tette meg az uralkodó osztálynak a burzsoázia helyett. Trockij hasonlóan ír Sztálinról és az általa bevezetett diktatúráról Az elárult forradalom című könyvében. Konrádék szerint a fenti elemzések alkalmazhatók a sztálinizmus társadalmi rendszerének leírására, viszont a posztsztálini korszakban már sokkal nagyobb jelentősége van az értelmiség egészének, mint csupán az állami bürokráciának.
A mű deklarált célja, hogy immanens és kritikai legyen. Az immanencia lényege, hogy az elemzésnek a tényleges társadalmi folyamatokból kell kiindulnia, és mellőznie kell a társadalomfilozófiai előfeltevéseket. A kritikaiság pedig arra utal, hogy a vizsgálódásnak nem szabad ideologikus érveket hoznia.

## Alapvetések
A mű első fejezete a nyugati tudásszociológiai hagyomány fontos szerzőit veszi sorra annak függvényében, hogy azok hogyan viszonyulnak az értelmiség más osztályok által való meghatározottságához. A marxi tudásszociológia kiindulópontja az, hogy a társadalomról alkotott tudás mindig a társadalmi érdekviszonyok mentén alakul, így az értelmiségnek a tudástermelést illetően nincs autonómiája. Antonio Gramsci marxista gondolkodóként a következőképpen árnyalja a marxi képletet: szerinte minden termelési módhoz kapcsolódik egy abból eredő organikus értelmiség. Az értelmiségi tevékenység Gramsci elméletében egyet jelent az adott társadalmi osztály érdekeinek és ideológiájának artikulálásával, viszont Szelényiék kritikája szerint Gramsci az értelmiséget mint semleges közvetítőt jeleníti meg.
Ezzel szemben Mannheim Károly szabadon lebegő értelmiségről írt, amelynek lényege, hogy az értelmiség képes meghaladni a társadalmi valóságot és ezáltal érdekmentes tudást létrehozni.
Konrád és Szelényi szerint ezen tudásszociológiai hagyomány az önszabályozó piac társadalmi viszonyai között érvényesül, így azt újra kell gondolni, hogy a racionális redisztribúció viszonyaira is alkalmazható legyen. Ez utóbbi fogalommal illetik a kelet-európai szocialista gazdaságokat, mivel abban a piac helyett az értelmiségi – a teleologikus redisztributor – az, aki a gazdasági és kulturális javakat elosztja az általa meghatározott társadalmi célok alapján.
Az értelmiségi tevékenység lényege a mű szerint abban áll, hogy saját részérdekeit a társadalom összérdekeként látja és láttatja, melyhez eszköze a koronként változó tartalmú, de folyamatosan monopolizált tudása.